# El Temple (La Coruña)
El Temple o Santa María de El Temple (llamada oficialmente Santa María do Temple) es una parroquia y un lugar español del municipio de Cambre, en la provincia de La Coruña, Galicia.

## Límites
Limita al norte con la ría del Burgo, a sur con la parroquia de Cambre, al este con Oleiros y al oeste con Burgo y Culleredo.  

## Topónimo
Se cree que el nombre de "Temple" proviene de los guerreros templarios y de la Orden del Temple, a través de la misma palabra en francés temple, cuya traducción es "templo" en gallego y castellano.

## Demografía
Su crecimiento demográfico se vio drásticamente incrementado durante la década de 1990 en adelante, pasando de poco más de 1000 habitantes a los 9430 del año 2020. Esto ocurrió motivado por el excesivo aumento del precio del metro cuadrado en la capital, La Coruña, lo que provocó una expansión de la población de la ciudad hacia el área metropolitana, en zonas como Cambre, Culleredo u Oleiros, entre otras.

### Parroquia
| Gráfica de evolución demográfica de El Temple (parroquia) entre 2000 y 2020 |
|                                                                             |
| Datos según el nomenclátor publicado por el INE.                            |

### Lugar
| Gráfica de evolución demográfica de O Temple (lugar) entre 2000 y 2020 |
|                                                                        |
| Datos según el nomenclátor publicado por el INE.                       |

## Entidades de población
Entidades de población que forman parte de la parroquia:
- A Costa da Tapia
- A Tapia
- Graxal[7] (O Graxal)
- O Estanque
- O Temple
- Rúa dos Muíños

## Deportes
- El equipo de fútbol más destacado de la parroquia es el Once Caballeros C.F. el cual juega en un campo de fútbol municipal situado a dos kilómetros aproximadamente del núcleo urbano.
- Hay un recinto relativamente moderno para jugar a la chave,[8] juego popular.